# Westmaas (dorp)

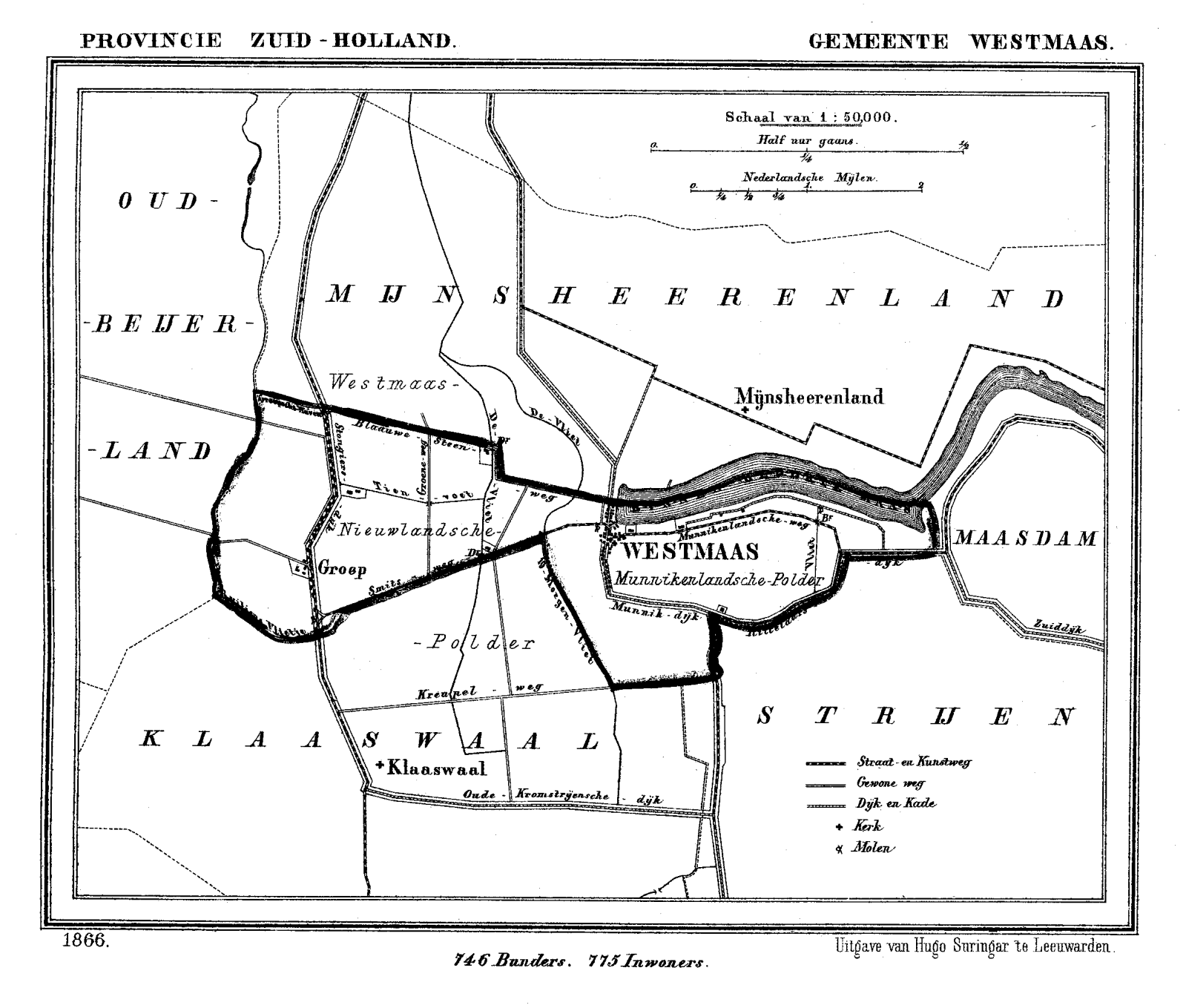
Oude kaart uit circa 1866 (bron:)

Westmaas is een dorp in de Hoeksche Waard in de Nederlandse provincie Zuid-Holland, met 2.110 inwoners per 1 januari 2023. Westmaas was een zelfstandige gemeente totdat het op 1 januari 1984 opging in de toenmalige gemeente Binnenmaas; het had op dat moment 2169 inwoners, 754 woningen en een oppervlakte van 7,56 km². Na opheffing van de gemeente Binnenmaas op 1 januari 2019 valt Westmaas onder de gemeente Hoeksche Waard.

## Geschiedenis
Westmaas is ontstaan na de indijking van de polders Moerkerken en Munnikenland. Zweder van Abcoude, heer van Gaesbeek, heer van Strijen, schonk het Munnikenland, een deel van de ambachtsheerlijkheid Strijen, aan de monniken van het Kartuizerklooster te Utrecht. Het land, voornamelijk rietlanden, werd door de monniken bedijkt waarna het dorp Westmaas ontstond. In het eind van de 18e eeuw is het dorp Westmaas voor een groot deel afgebrand. De brand bleek gesticht door zwervers. Daarna was het nog jarenlang verboden om zwervers onderdak te bieden of met een brandende pijp over straat te gaan.

## Bezienswaardigheden
De Binnenbedijkte Maas, gelegen aan de Noordkant van Westmaas is een meer in de kern van de Hoeksche Waard waar verschillende sporten worden uitgeoefend. Aan de Noordkant van Westmaas en aan de Zuidkant van Mijnsheerenland zijn strandjes die in de warme zomer druk bezocht worden door de dorpsbewoners. Op de Binnenbedijkte Maas wordt vaak gezeild en sinds kort is de zeilclub van Westmaas naar Mijnsheerenland verhuisd. Vanuit Westmaas en Mijnsheerenland is het mogelijk door te varen naar Recreatieoord Binnenmaas (waar o.a. verschillende eetgelegenheden, een zwembad, een grote speeltuin en de kinderboerderij te vinden zijn), Maasdam en Puttershoek.

## Waterweide
Waterweide is een nieuwe wijk (opgeleverd in 2008) gelegen aan de westzijde van Westmaas. Het project Waterweide omvat 40 woningen en een appartementencomplex.

## Bekende inwoners
- Johannes Kolf (1915-1945), verzetsstrijder
- Fockeline Ouwerkerk (1981), actrice

## Foto's

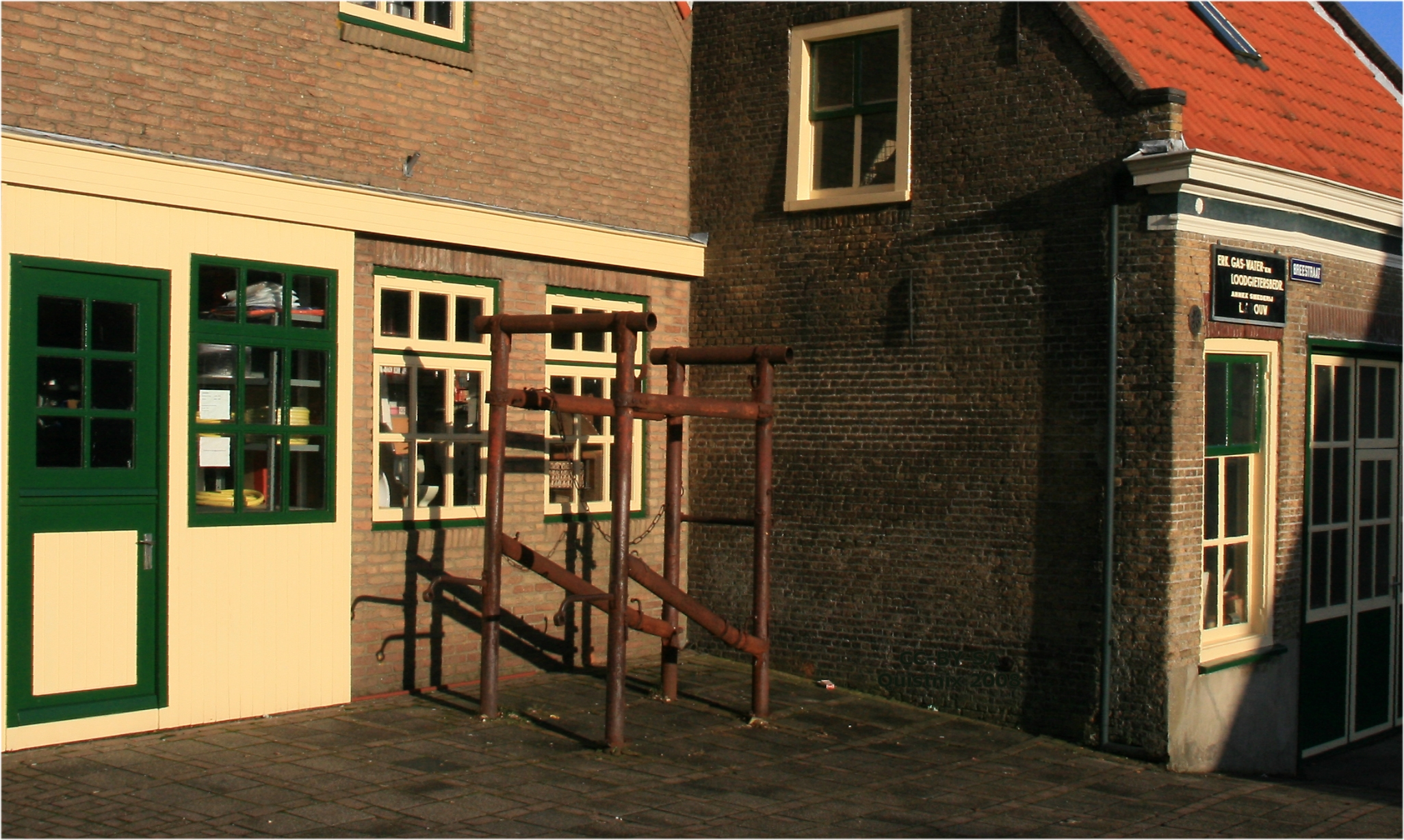
Smidse aan de Breestraat
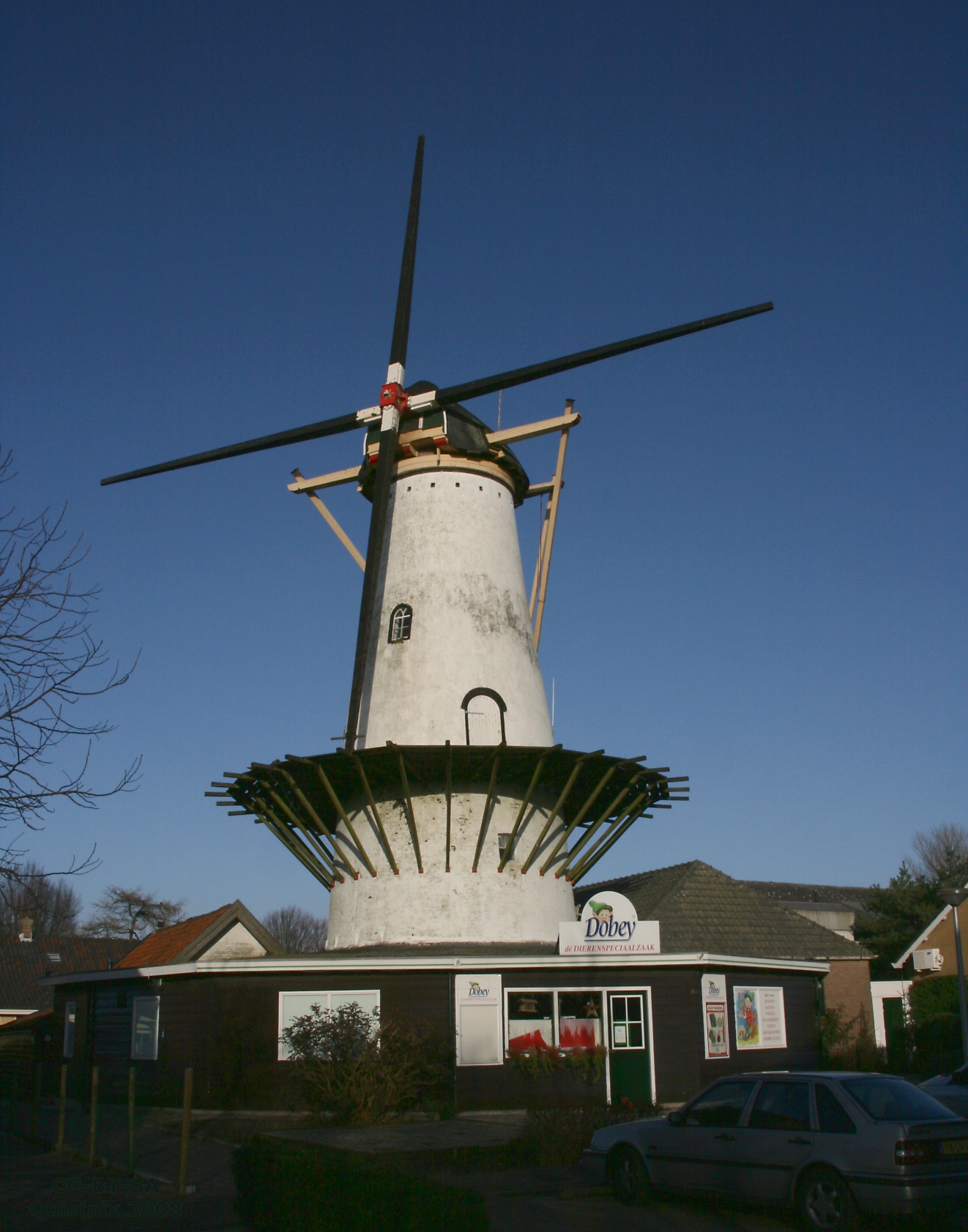
Korenmolen Windlust
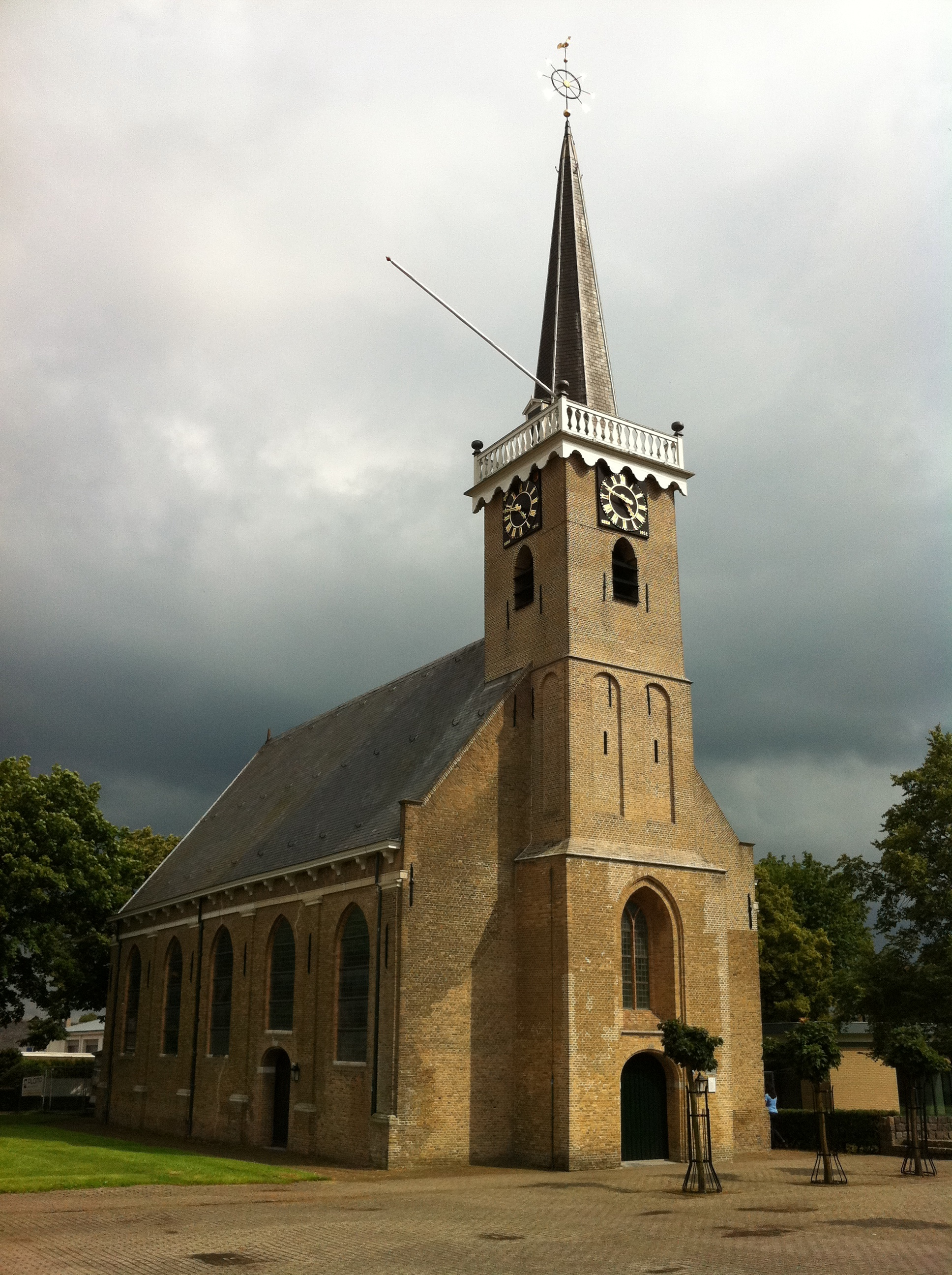
Nederlands Hervormde Kerk
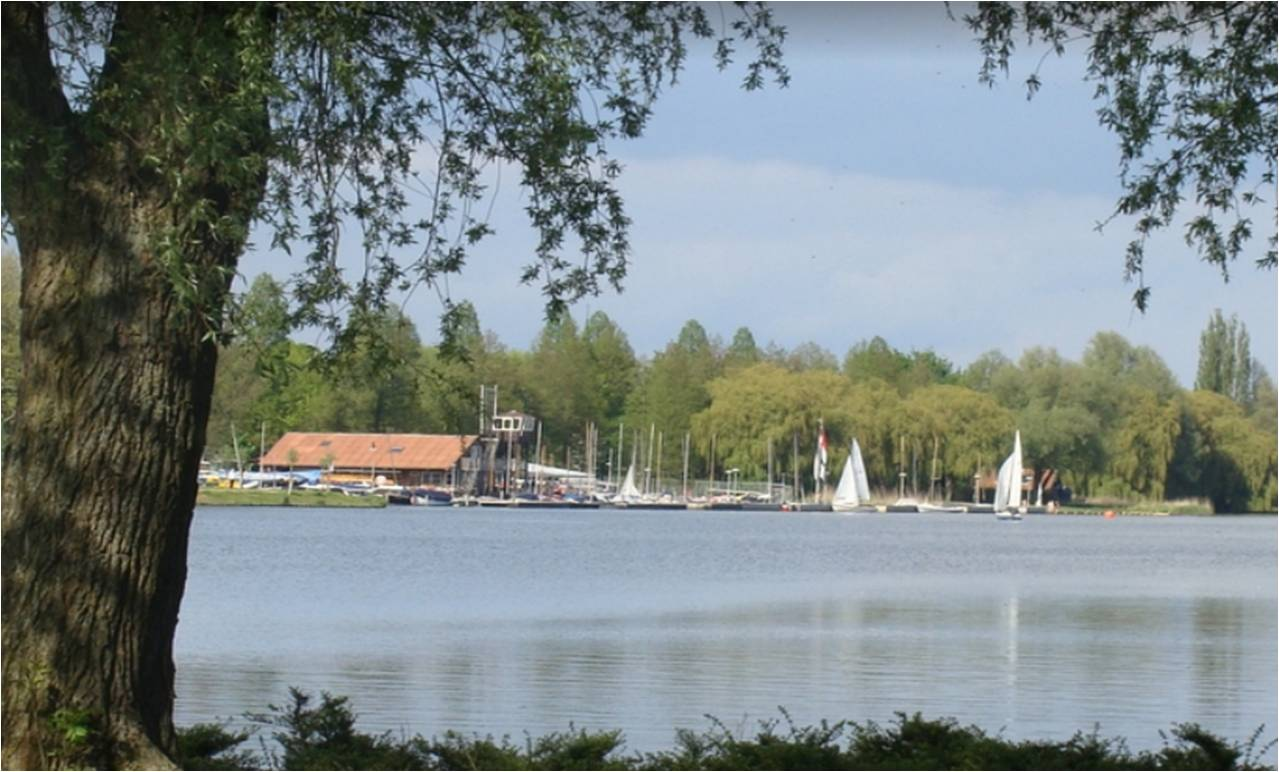
Binnenbedijkte Maas